# جوزف کنراد
جوزف کُنراد با زادنام تئودور یُزِف کنراد نالچ کوژِینوسکی (به لهستانی: Teodor Józef Konrad Korzeniowski) (۳ دسامبر ۱۸۵۷ – ۳ اوت ۱۹۲۴) نویسندهٔ بریتانیایی-لهستانی بود.

## زندگی

### آغاز
تئودور کنراد نالچ کورزینوسکی در سال ۱۸۵۷ در بردیچیف، امپراتوری روسیه (پادولیای، اوکراین کنونی) متولد شد، دشتی حاصلخیز بین لهستان و روسیه که زمانی بخشی از خاک لهستان بود و سپس جزو روسیه شد.
این منطقه از ملیت‌های مختلفی تشکیل شده بود که چهار مذهب و چهار زبان و چندین طبقهٔ اجتماعی داشتند. بخشی که ساکنین آن به زبان لهستانی حرف می‌زدند، و خانوادهٔ کنراد هم از آن‌ها بود، آبا و اجدادی از طبقهٔ سلاچتا بودند که طبقه‌ای پایین‌تر از آریستوکرات‌ها بود، ثروتمند و اصیل و دارای قدرت سیاسی بودند.
آپولو کورزینوفسکی، پدر کنراد، شاعر و مترجم ادبی از زبان‌های انگلیسی و فرانسه بود و جوزف در بچگی رمان‌های انگلیسی را به زبان‌های فرانسه و لهستانی پیش پدرش می‌خواند. آپولو کورزینوفسکی که درگیر فعالیت‌های ضد تزاریست‌ها شده بود، در سال ۱۸۶۱ با خانواده‌اش به ولگودا در شمال روسیه تبعید شد. در این سفر جوزف مبتلا به سینه‌پهلو شد و در سال ۱۸۶۵ مادرش به همین مرض فوت کرد.
پدر کنراد که تعلیم او را به عهده گرفته بود در سال ۱۸۶۹ به مرض سل درگذشت. جوزف را به سوئیس، پیش دایی‌اش «تادئوس بابروسکی» که تأثیر زیادی در زندگی کنراد داشت، فرستادند. جوزف که اصرار داشت دایی‌اش اجازه دهد دریانورد شود، در سال ۱۸۷۴ به فرانسه رفت و چند سالی در آن‌جا زبان فرانسه‌اش را بهتر کرد و دریانوردی آموخت. در فرانسه با محافل زیادی آشنا شد ولی به قول خودش دوستان بوهمیایی‌اش بودند که او را با نمایش‌نامه و اپرا و تئاتر آشنا کردند. در همین مدت ارتباط خوبی هم با دریانوردان داشت و چیزی نگذشت که دیده‌بان قایق‌های راهنما شد. کارگرانی که در کشتی دید و کارهایی که به او تحمیل کردند، همه زمینه‌ای برای جزئیات درخشان رمان‌هایش شد.

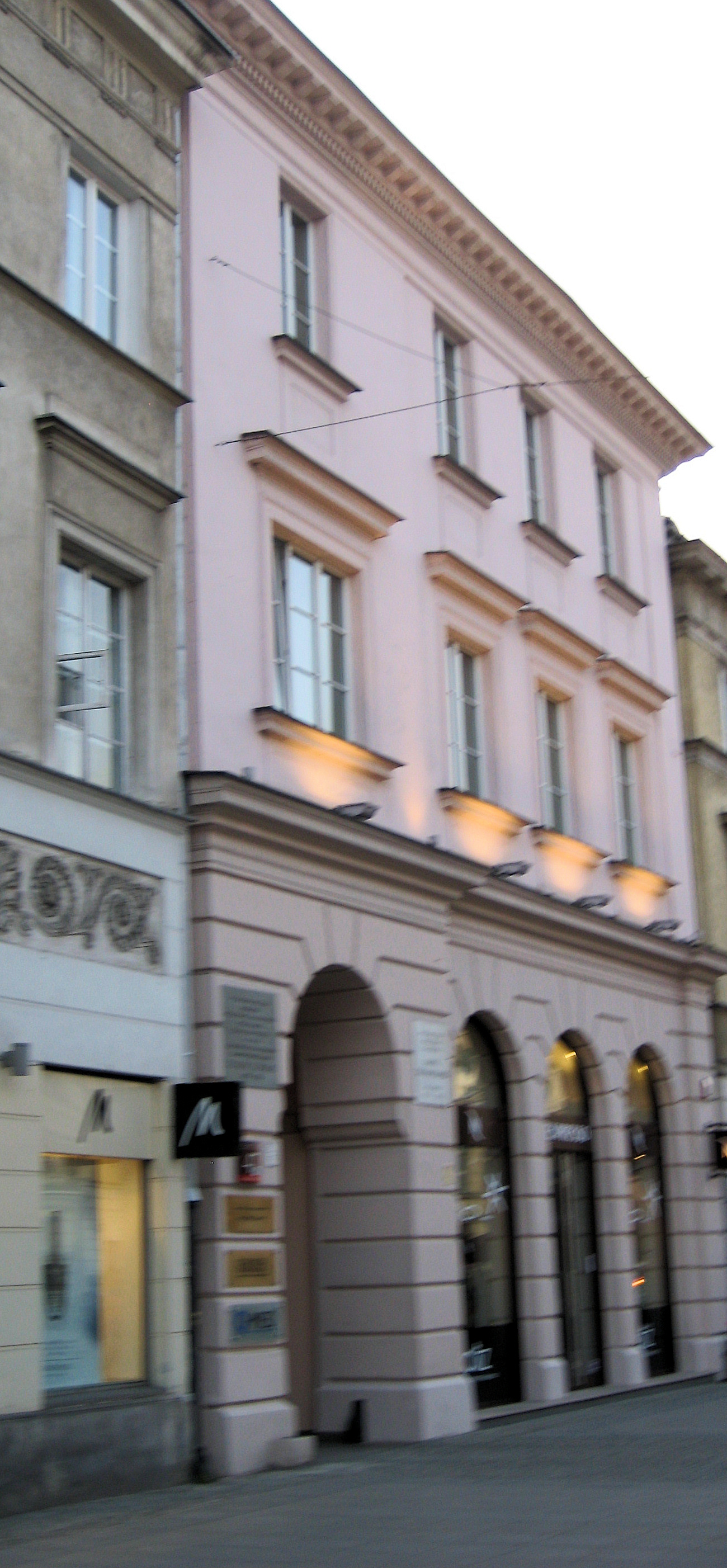
خانه‌ای در ورشو که کنراد در سن سه سالگی به همراه والدینش در آن زندگی می‌کرد

### دریانوردی
در اواسط دههٔ ۱۸۷۰، شاید برای فرار از خدمت سربازی روسیه، به کشتیرانی تجاری فرانسه پیوست و در سال‌های ۱۸۷۵ و ۱۸۷۶ سه بار به جزایر هند غربی سفر کرد. کنراد همچنین درگیر قاچاق اسلحه برای «کارلیست» (جنگ داخلی اسپانیا) شد و تمام سرمایه‌اش را در این راه از دست داد. به قصد خودکشی به سینه‌اش شلیک کرد، هرچند صدمه‌ای ندید، اثر آن تا آخر عمر در او به جای ماند. دایی‌اش با ضمانت او را آزاد کرد و توصیه کرد به کشتیرانی تجاری بریتانیا بپیوندد تا بدین‌وسیله شهروندی بریتانیا را به دست آورد.
کنراد ۱۶ سال در کشتیرانی تجاری بریتانیا کار کرد و به مشاغلی از ملوانی گرفته تا دستیار ناخدا مشغول بود. در سال ۱۸۸۶ مدرک ناخدایی گرفت و کاپیتان کشتی خودش «اوتاگو» شد. در همین سال شهروند بریتانیا شد و در سال ۱۸۹۶ ترک تابعیت روسیه کرد و توانست از لهستان دیدن کند. در همین سال نام خود را رسماً به جوزف کنراد تغییر داد.
سفرش به کنگو در سال ۱۸۹۰ و تجربیاتش در آن‌جا، و انزجار و سرزنش استعمار، که در آثارش دیده می‌شود، حاصل این سفر بود که به مالاریا و اسهال خونی هم مبتلایش کرد. این تجربه تلخ آنچنان تأثیری بر او گذاشت که در حدود ۱۸۹۰م در نامه‌ای از کینشاسا به محرم اسرار خود، یعنی خاله‌اش، نوشت:
«واقعاً از آمدنم به اینجا متاسفم. به شدت از این کارم افسوس می‌خورم… همه‌چیز در اینجا باعث بیزاریم است: آدم‌ها و چیزها، و به‌ویژه آدم‌ها.»

### نویسندگی
کنراد تا سال ۱۸۹۴ که در انگلستان مستقر شد و وقت خود را به ادبیات اختصاص داد، به استرالیا، نقاط مختلف اقیانوس هند، برونئی، آمریکای جنوبی و جزایر اقیانوس آرام سفر کرد.
اولین رمانش، حماقت آلمایر، داستان مردی هلندی که در برونئی خانه به دوش است، در سال ۱۸۹۵ بعد از پنج سال حک و اصلاح چاپ شد، با استقبال منتقدین روبرو شد ولی فروش نداشت.
بعد از آن، کتاب‌های رانده شده از جزایر و کاکاسیاه کشتی نارسیسوس که داستانی پیچیده از طوفانی در دماغهٔ امید نیک و ملوانی سیاه‌پوست و اسرارآمیز است و لرد جیم را که ملوان داستان نمونهٔ ملوانی است که کنراد آرزو داشت مثل او باشد، چاپ کرد.
در سال ۱۸۹۶ با جسی جورج ماشین‌نویس ازدواج کرد و به کنت نقل مکان کردند.
رمان «نوسترومو» در سال ۱۹۰۴ چاپ شد، رمانی تخیلی که کندوکاوی است در آسیب‌پذیری و فسادپذیری بشر. این کتاب موجب ضرر مالی بزرگی برای کنراد شد. داستان دربارهٔ یکی از وسوسه انگیزترین سمبل‌های کنراد، معدن نقره است. اشتیاق به کارهای خطرناک و شهرت نوستروموی ایتالیایی را از بین می‌برد و راز نقره هم با او به خاک سپرده می‌شود. این کتاب از نظر منتقدین شاهکار تلقی شد ولی باز هم فروش نرفت.
از ۱۸۹۷ تا سال ۱۹۱۱ که کنراد کتاب در چشم غربی، رمانی به سبک داستایوفسکی، را چاپ کرد، دورهٔ خلاقیت هنری کنراد می‌دانند. چاپ در چشم غربی شکست دیگری برای کنراد بود که حملهٔ عصبی شدیدی هم به دنبال داشت. هرچند کنراد نویسنده‌ای پرکار بود، وضع مالی‌اش تا سال ۱۹۱۳ و چاپ کتاب «شانس» بهبود نیافت.
از سال ۱۹۱۹ به بعد کنراد را ستودند و از بعضی داستان‌هایش فیلم ساختند. در سال ۱۹۱۴ نشان «شوالیه» و مدرک افتخاری از پنج دانشگاه را رد کرد. روزهایش را به نوشتن می‌گذراند و ساعت‌ها وقت صرف یافتن واژهٔ مناسب می‌کرد. خلأیی که در زبان انگلیسی احساس می‌کرد، همیشه برایش با اهمیت بود.
وی اواخر عمر ساکن آمریکا شد.
در ۱۳ اوت سال ۱۹۲۰ در سن ۶۷ سالگی در اثر حمله قلبی درگذشت.
یونسکو؛ به مناسبت صد و پنجاهمین سالگرد تولد جوزف کنراد، سال ۲۰۰۷ را سال جوزف کنراد نامیده‌است.

## گزیدهٔ آثار
جوزف کنراد در ابتدا به عنوان نویسندهٔ داستان‌های پسربچه‌های دریانورد شناخته شده بود، اما امروزه او را نویسنده‌ای می‌دانند که آثارش نشان‌دهندهٔ آگاهی عمیق معنوی و تکنیک ماهرانه داستان‌سرایی است.
آثارش که مشتمل بر ۱۳ رمان، دو جلد خاطرات و ۲۸ داستان کوتاه است، علاقهٔ او را به وضعیت انسان و مسائل سیاسی نشان می‌دهد. برخی از رمان‌های او سبک خودزندگی‌نامه دارند، و در عین حال کنراد در تمام آثار ادبی، داستانی و مقاله‌هایش، روی مشکلات مسئولیت فردی و همبستگی انسانی تأکید می‌کند.
- دل تاریکی (صالح حسینی این کتاب را به فارسی ترجمه کرده)
- لرد جیم (صالح حسینی آن را به فارسی ترجمه کرده)
- نوسترومو (سهیل سمی این کتاب را به فارسی ترجمه کرده)
- فریای هفت جزیره (برگردانِ فرزانه دوستی، نشر به‌نگار، ۱۳۹۱)
- کاکاسیاه کشتی نارسیسوس (برگردان سهیل سمی ، انتشارات ققنوس، ۱۳۹۱)
- حماقت‌خانهٔ آلمایر (برگردانِ حسن افشار، نشر مرکز)
- مأمور سری (برگردانِ پرویز داریوش، انتشارات بزرگمهر)= مأمور مخفی (برگردان سهیل سمی، نشر برج)
- مرز سایه (رمان کوتاه) برگردان سهیل سُمّی ، انتشارات ققنوس
- از چشم غربی (برگردانِ احمد میر علایی، نشر علم)
- غریبه دریازده
- رهایی (برگردانِ کیومرث پارسای، نشر چلچله)
- «رانده از جزیره‌ها»
- «جوانی» (لیلا حسین نژاد این کتاب را به فارسی ترجمه کرده)
- قصه‌های آشوب (نیما حضرتی این کتاب را به فارسی ترجمه کرده)